# بلگریو هایتس، ویکتوریا
بلگریو هایتس (به انگلیسی: Belgrave Heights) یک حومه شهر در استرالیا است که در ویکتوریا (استرالیا) واقع شده‌است.